# Утакмице фудбалске репрезентације Мађарске 1947.
| Домаћин · 1947 | Гост · 1947 |

Фудбалска репрезентација Мађарске је током 1947. године одиграла седам мечева, од којих су четири биле за Балканско првенство где је репрезентација Мађарске је освојила трофеј пошто је победила све своје противнике. Мађарски фудбал прославио је педесети рођендан у утакмици против репрезентације Аустрије 4. маја. Славље је засенила трагедија: у 12. минуту првог полувремена срушио се један део Б-трибине а у 6. минуту другог полувремена срушио се део трибине за стајање. У овој несрећи скоро две стотине навијача је повређено. Утакмица је настављена после два минута паузе. Утакмица је завршена победом репрезентације Мађарске са 5 : 2.
Савезни селектор националног тима у овом периоду је био:
- Тибор Галовић

## Утакмице
| Мађарска                                                  | 5 : 2 (2 : 2) | Аустрија   |
| --------------------------------------------------------- | ------------- | ---------- |
| Пушкаш 11’ · Егреши 12’ · Суса 50’ 64’ · Бортоли 89’ (аг) | Извештај      | Еп 17’ 45’ |

| Италија                    | 3 : 2 (1 : 0) | Мађарска                    |
| -------------------------- | ------------- | --------------------------- |
| Габето 24’ 70’ · Менти 89’ | Извештај      | Суса 52’ · Пушкаш 76’ (пен) |

| Југославија                       | 2 : 3 (1 : 1) | Мађарска                               |
| --------------------------------- | ------------- | -------------------------------------- |
| Цимерманчић 36’ · Пушкаш 60’ (аг) | Извештај      | Силађи I 33’ · Пушкаш 47’ · Иштван 84’ |

| Мађарска                                                                  | 9 : 0 (3 : 0) | Бугарска |
| ------------------------------------------------------------------------- | ------------- | -------- |
| Деак 15’ 34’ 52’ 79’ · Жолнаи 26’ · Хидегкути 47’ 50’ 86’ · Нађмароши 48’ | Извештај      |          |

| Мађарска                          | 3 : 0 (2 : 0) | Албанија |
| --------------------------------- | ------------- | -------- |
| Жолнаи 7’ · Егреши 24’ · Деак 53’ | Извештај      |          |

| Аустрија                                           | 4 : 3 (2 : 1) | Мађарска         |
| -------------------------------------------------- | ------------- | ---------------- |
| Кернер II 22’ · Ханеман 30’ · Биндер 65’ (пен) 77’ | Извештај      | Суса 40’ 48’ 56’ |

| Румунија | 0 : 3 (0 : 2) | Мађарска                    |
| -------- | ------------- | --------------------------- |
|          | Извештај      | Егреши 21’ · Пушкаш 35’ 74’ |

## Играчи репрезентације
| - Ђула Грошич - Нандор Хидегкути - Ференц Деак - Ференц Пушкаш - Ференц Суса - Иштван Мике - Ференц Рудаш - Јожеф Божик - Јожеф Закаријаш |